# Мерзотник (фільм, 1988)
«Мерзотник» (азерб. «Yaramaz») — радянський фільм азербайджанського режисера Вагіфа Мустафаєва, знятий у 1988 році.

## Сюжет
Головний герой картини — Хаттам працює на сувенірній фабриці. Наївний, добродушний, довірливий, за це над ним насміхаються навколишні. Хаттам бачить що відбувається навколо, бачить що підрядник розпродає крадені будматеріали, що шофер міністра користується ім'ям свого шефа для того, щоб провертати свої темні справи. Бажаючи позбутися глузувань і амплуа невдахи, Хаттам в короткий термін робить запаморочливу кар'єру — від робітника до директора сувенірної фабрики.
Незабаром з'ясовується, як може деформуватися людська особистість під впливом оточуючих. Герой картини стає жорстоким і заходить дуже далеко — чим далі він заходить, тим важче стає його зупинити. Суспільство перетворило доброго, наївну і добродушну людину на такого собі монстра, продукт деградованого суспільства.

## У ролях
- Мамука Кікалейшвілі —  Хаттам Хаттамович Аскеров
- Гасан Турабов —  Газанфар Мамедович
- Яшар Нурі —  Машалла
- Лариса Бородіна —  Ірада
- Агагусейн Керімов —  Мірза баба
- Гамлет Ханизаде —  Алескер Аббасович
- Мелік Дадашев —  молла
- Зарнігяр Агакішиєва —  свекруха
- Гаджи Ісмайлов —  Гаджи
- Расім Балаєв —  секретар міністра
- Саїда Кулієва —  дружина Хаттама
- Брілліант Дадашова —  сусідка

## Знімальна група
- Режисер — Вагіф Мустафаєв
- Сценаристи — Вагіф Мустафаєв, Раміз Фаталієв
- Оператори — Олександр Ільховський, Михайло Харченко
- Композитор — Емін Махмудов
- Художники — Рафік Насіров, Назім Гаджиєв